# Étienne-Hippolyte Godde

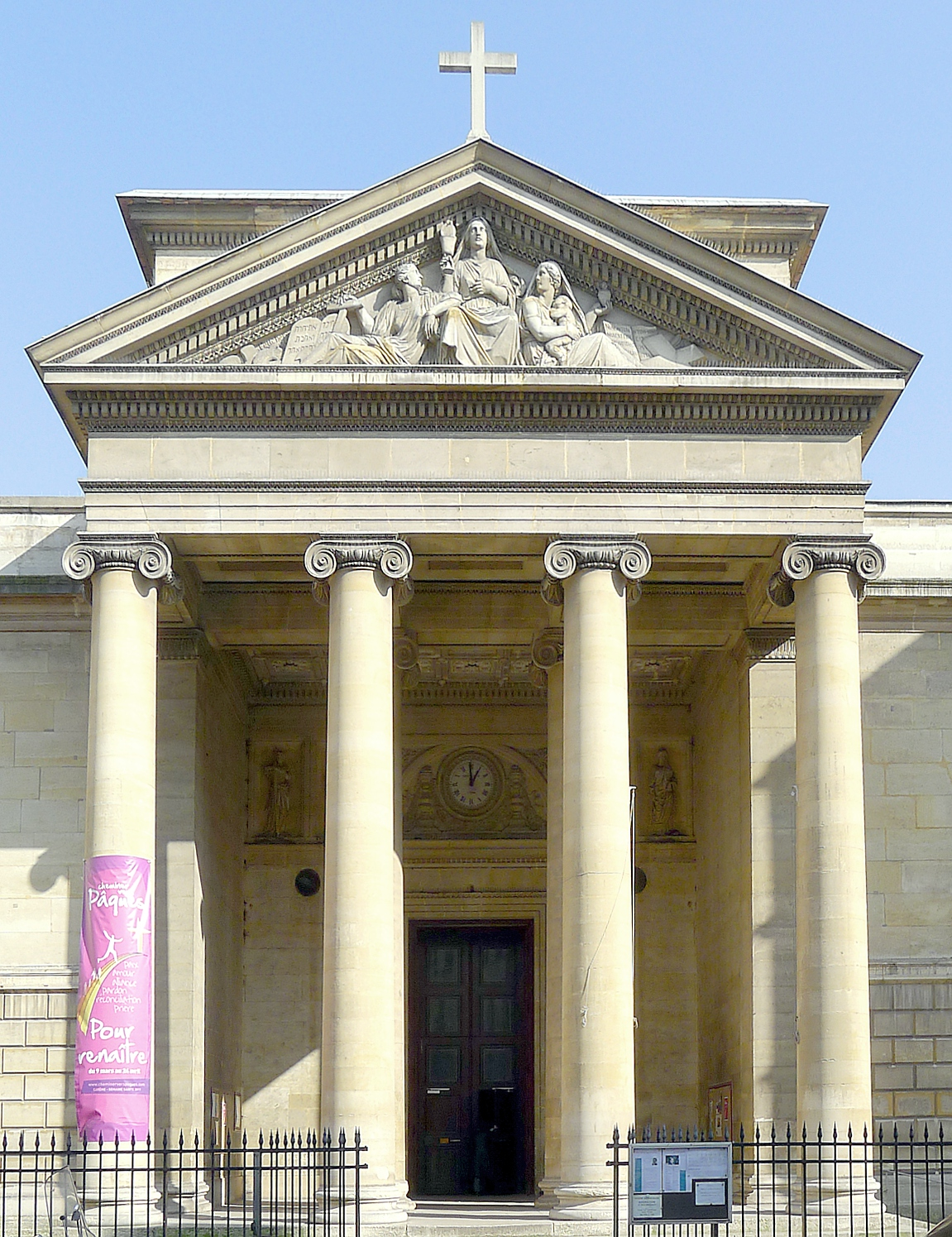
Saint-Denys-du-Saint-Sacrement

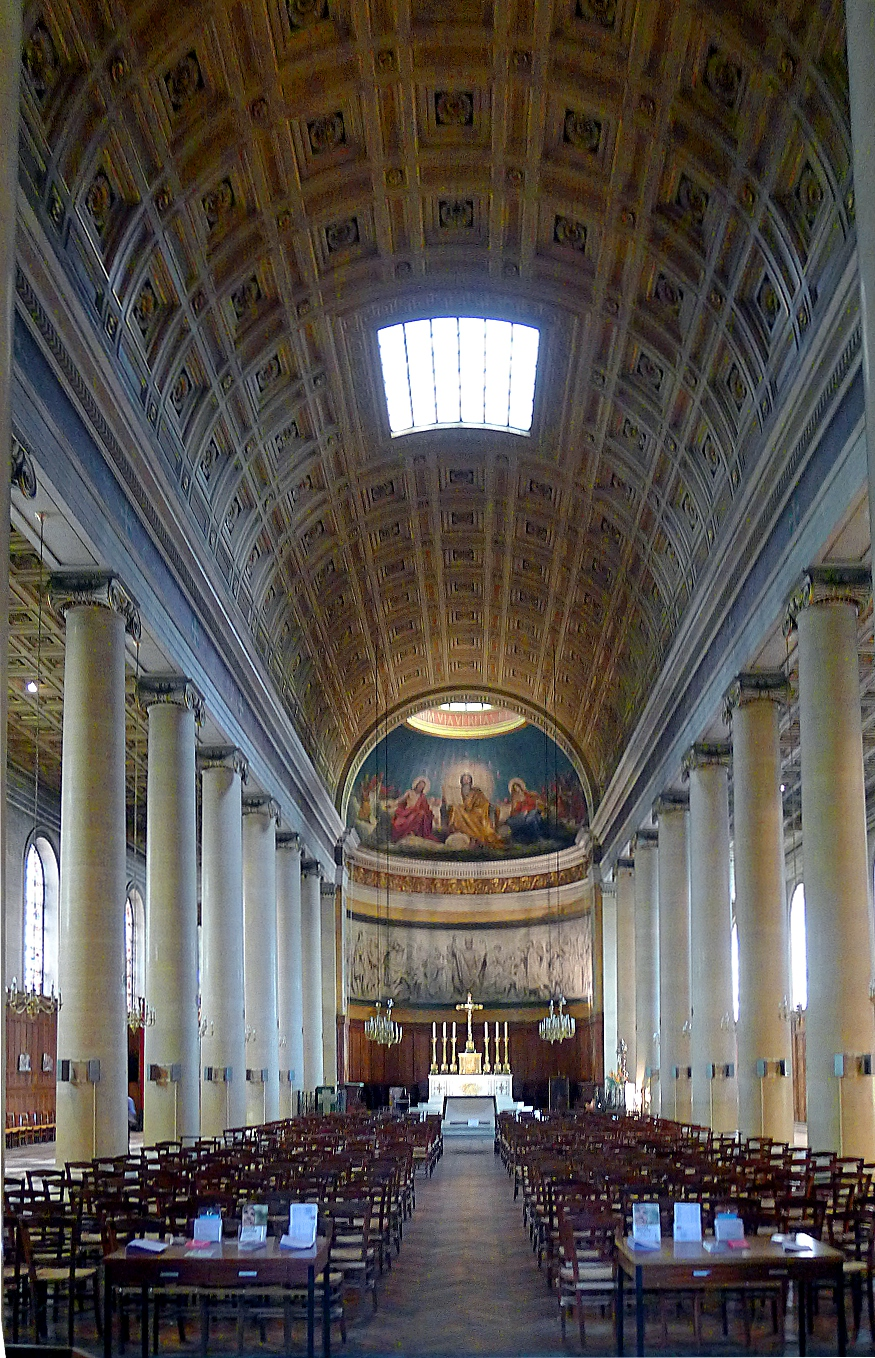
Saint-Denys-du-Saint-Sacrement

Étienne-Hippolyte Godde (* 26. Dezember 1781 in Breteuil; † 7. Dezember 1869 in Paris) war ein französischer Architekt des Klassizismus und von 1813 bis 1830 Stadtbaumeister von Paris.

## Familie
Étienne-Hippolyte Godde war der Sohn des Bauunternehmers Alexandre Godde, der von 1796 bis 1819 in Amiens tätig war und dessen Familie seit dem 17. Jahrhundert in Breteuil, im Département Oise, ansässig war. Der älteste Sohn von Étienne-Hippolyte Godde wurde ebenfalls Architekt. Seine Tochter heiratete den Architekten Lucien-Tirté Van Cleemputte.

## Laufbahn
1796 trat Etienne-Hippolyte Godde in die Académie spéciale d’Architecture der Académie des Beaux-Arts ein, der Nachfolgerin der 1793 geschlossenen Académie royale d’architecture. Seine Lehrer waren Claude-Mathieu Delagardette, der eine Abhandlung über die Ruinen von Paestum verfasst hatte, und Jacques-Guillaume Legrand.
1802 gewann Godde den ersten Preis des Wettbewerbs für den Grand Prix d’architecture und wurde Mitarbeiter von Jacques-Guillaume Legrand, der die Funktion des Bauinspektors im damaligen Département Seine ausübte. Unter Jacques Molinos, dem damaligen Stadtbaumeister von Paris, erhielt Godde die Nominierung zum Zeichner der Stadt Paris. 1805 erfolgte sein erster Auftrag für den Bau der Kirche Saint-Nicolas in Boves im Département Somme. Diese im Stil des Klassizismus errichtete Kirche wurde zum Modell seiner späteren Kirchenbauten.
1813 trat Etienne-Hippolyte Godde die Nachfolge von Alexandre-Théodore Brongniart als Chefinspektor der Abteilung für Friedhöfe und Kirchenbauten in Paris an. 1823 wurde er als Mitglied in die Commission des Arts aufgenommen. Unter seiner Leitung wurden zahlreiche Kirchen in Paris restauriert und teilweise erweitert. Er ließ unter Mitwirkung von Jean-Baptiste Lesueur Umbauten am alten Pariser Rathaus durchführen, das während der Pariser Kommune einem Brand zum Opfer fiel. Neben 30 Kirchenbauten schuf Etienne-Hippolyte Godde über zwanzig Stadtpaläste, u. a. für den Bankier Jonas Hagermann in den Straßen Rue de Londres und Rue d’Athènes im Quartier de l’Europe im 8. und 9. Arrondissement in Paris.
Bei der Restaurierung von Kirchen stieß Etienne-Hippolyte Godde zunehmend auf Kritik. Vor allem Jean-Baptiste-Antoine Lassus und Eugène Viollet-le-Duc warfen ihm mangelnde Kenntnis der gotischen Architektur vor und eine zu starke klassizistische Prägung. Seine Bauweise wurde abwertend als style goddique bezeichnet, als klassizistische Überformung der Gotik.
Zu den Schülern von Etienne-Hippolyte Godde zählen Charles-François Canda, Michel-Ange-Adolphe Mangot, François-Léon Liberge, Émile-Antoine Gencourt und Henri Labrouste. Die Pariser Kirchen Notre-Dame-de-Bercy, Ste-Marie des Batignolles, Notre-Dame-de-Lorette (von dem Architekten Louis-Hippolyte Lebas) und Saint-Vincent-de-Paul (von Jakob Ignaz Hittorff) stehen in der Nachfolgen der Bauten Goddes.

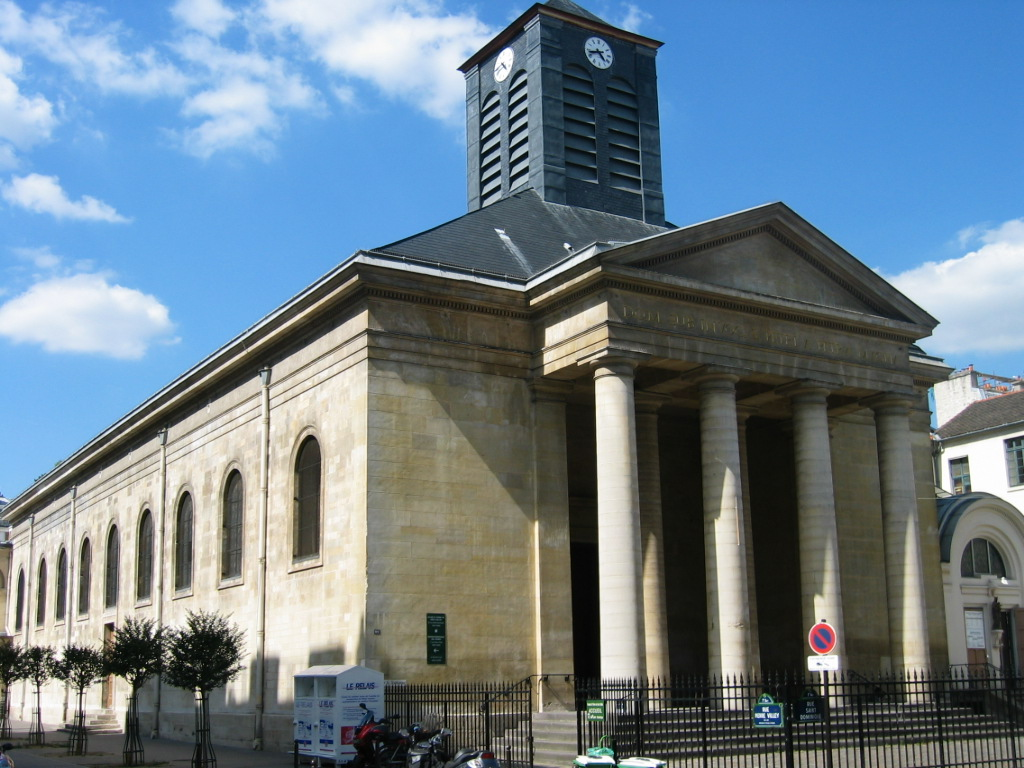
Saint-Pierre-du-Gros-Caillou

## Bauwerke (Auswahl)
- 1805–1818: Kirche Saint-Nicolas (auch Notre-Dame de la Nativité) in Boves im Département Somme (Picardie)
- 1820–1838: Priesterseminar von Saint-Sulpice (später Hôtel des Finances) im 6. Arrondissement von Paris
- 1820–1825: Grabmal für die Familie des Präfekten des Départements Seine Nicolas Frochot
- 1822–1832: Kirche Saint-Pierre-du-Gros-Caillou im 7. Arrondissement von Paris
- 1823–1825: Kapelle und Tor des Friedhofs Père-Lachaise in Paris
- 1823–1830: Kirche Notre-Dame-de-Bonne-Nouvelle im 2. Arrondissement von Paris
- 1823–1835: Kirche Saint-Denys-du-Saint-Sacrement im 3. Arrondissement von Paris
- 1855: Kathedrale Sainte-Croix-Saint-Jean-des-Arméniens mit Victor Baltard

## Restaurierungen und Erweiterungen
- 1810–1817: Restaurierung der Abteikirche von Corbie im Département Somme
- 1811–1818: Restaurierung der Kathedrale von Amiens
- 1820–1830: Restaurierung der ehemaligen Abteikirche Saint-Germain-des-Prés im 6. Arrondissement von Paris
- 1820–1830: Restaurierung der Kirche Sainte-Marguerite im 11. Arrondissement von Paris
- 1823–1824: Restaurierung der Kirche Saint-Leu-Saint-Gilles im 1. Arrondissement von Paris
- 1824: Kirche Saint-Sulpice im 6. Arrondissement von Paris
- 1824: Temple des Billettes im 3. Arrondissement
- 1824/25–1842: Restaurierung der Kathedrale Notre-Dame in Paris
- 1828: Restaurierung der Kirche Saint-Jean-Saint-François
- 1829: Erweiterung der Kirche Sainte-Élisabeth im 3. Arrondissement von Paris
- 1838–1848: Restaurierung der Kirche Saint-Germain-l’Auxerrois im 1. Arrondissement von Paris
- 1838–1841: Restaurierung der Kirche Notre-Dame-des-Blancs-Manteaux im 4. Arrondissement von Paris
- 1845: Restaurierung der Kirche Saint-Nicolas-des-Champs im 3. Arrondissement von Paris
- 1848: Restaurierung und Erweiterung der Kirche Saint-Philippe-du-Roule im 8. Arrondissement von Paris